# Скарби історичних традицій: нариси з історії української державності
Скарби історичних традицій: нариси з історії української державності — збірник робіт українського історика Юрія Терещенка опублікований у 2011 році.

## Загальний опис
Збірник включає у себе історичні наукові статті державницької історичної школи які опубліковані в різних наукових виданнях протягом 1996—2010 років діяльності вченого. Збірник також включає розділи монографії «Україна і європейський світ: Нарис історії від утворення Старокиївської держави до кінця XVI ст.». Деякі статті вченого опубліковані вперше. Значна частина робіт присвячена В'ячеславу Липинському.

## Зміст
- Про автора (Ф.Турченко)
- Українська державність: основні етапи історичного розвитку
- Становлення Старокиївської держави і процес державотворення у Західній Європі (VI—IX ст.)
- Християнізація Русі-України до Володимирового хрещення і європейський контекст
- Монархічно-династичний принцип в українській державній традиції (VI—XV ст.)
- Україна у складі Литовського князівства та Польського королівства :
  - Україна в складі Великого князівства Литовського (XIV—XVI ст.)
  - Боротьба Польщі й Литви за Україну. Великі князі литовські — інтегратори давньоруської спадщини
  - Розвинутий феодалізм в Україні
  - Формування буржуазних відносин
  - Соціальні протести в Європі та Україні
  - Реформація і Контрреформація. Їх прояви в Україні
  - Інтеграція українських земель у Польській державі
  - Люблінська унія та її наслідки
  - Загострення національно-релігійних і соціальних суперечностей наприкінці XVI ст.
- Соціальна еволюція козацтва у другій половині XVI ст.
- Причинки до історії галицького консерватизму
- Гетьман Іван Мазепа в оцінці В'ячеслава Липинського
- В'ячеслав Липинський і Вільгельм Габсбург: на політичних перехрестях
- В'ячеслав Липинський та Іван Франко
- Еволюція монархічної концепції В'ячеслава Липинського
- Династичний принцип влади і національна консолідація в добу Хмельниччини в оцінці В. Липинського
- Україна і Англія в класократичній концепції В'ячеслава Липинського
- Український спротив асиміляції
- Соціально-економічна політика урядів УНР доби Центральної Ради
- До 85-річчя Української Держави
- Гетьманат Павла Скоропадського як прояв консервативної революції
- Пам'яті М. А. Рубача